# Vauchonvilliers

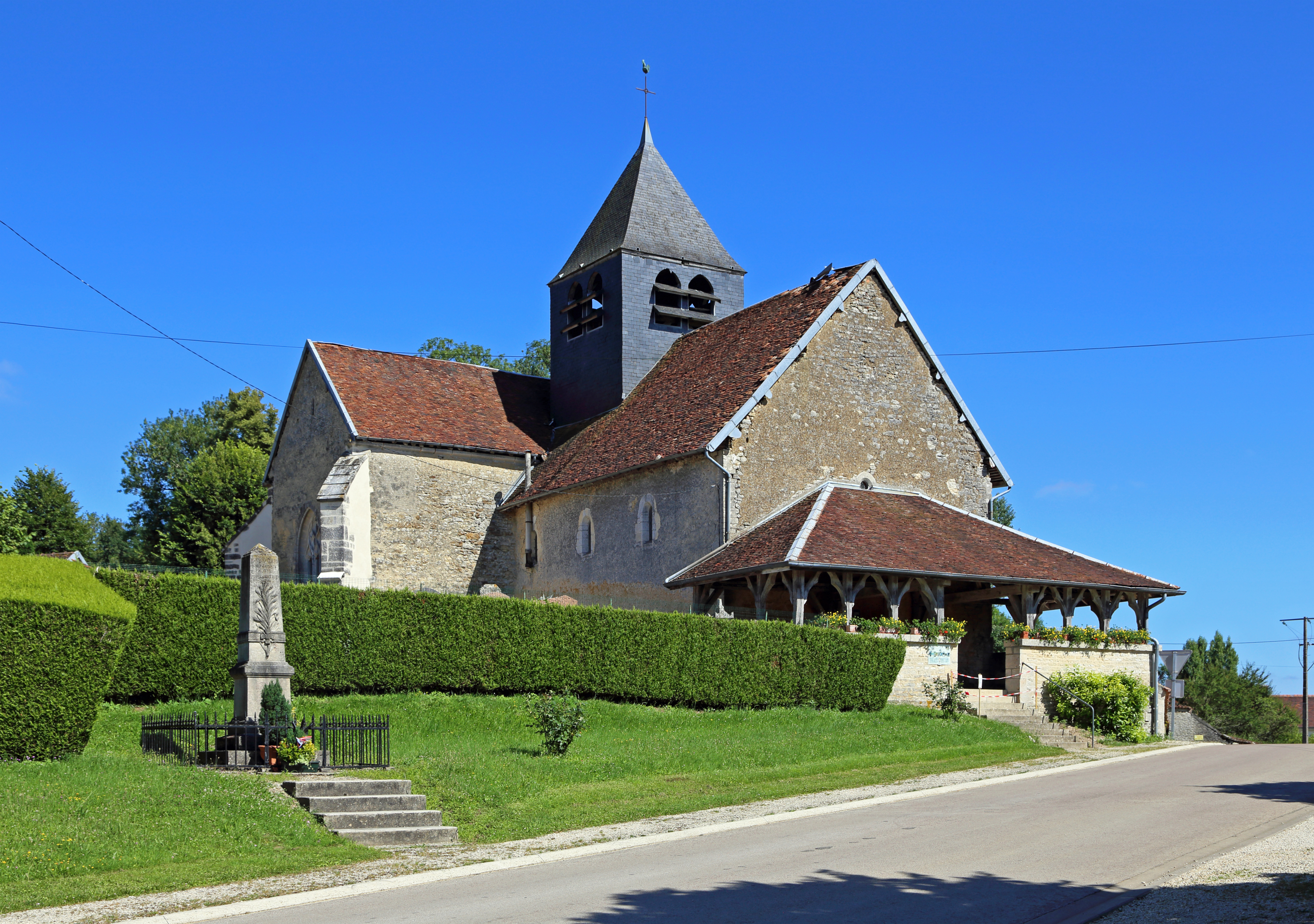
Vauchonvilliers: chiesa dei Santi Pietro e Paolo

Vauchonvilliers è un comune francese di 170 abitanti situato nel dipartimento dell'Aube nella regione del Grand Est.

## Storia

### Simboli
Lo stemma è stato adottato nel 2024. Gli anelletti sono ripresi dal blasone della famiglia dei De Verrieres, che verso il Seicento furono i principali signori del comune; i leoni con la stella d'oro sono simbolo di dei De Bossancourt, anch'essi signori del luogo; lo scaglione rovesciato rappresenta la lettera V, iniziale del toponimo e le cotisse ricordano lo stemma della Champagne.
La chiave e la spada sono attributi dei santi patroni Pietro e Paolo. Lo sfondo verde e le spighe di grano rappresentano l'attività agricola.

## Società

### Evoluzione demografica
Abitanti censiti